# Rheinschiene

Rheinschiene in Nordrhein-Westfalen

Mit dem Begriff Rheinschiene werden eine Region entlang des Rheins und die am Rhein entlangführenden Bahnstrecken bezeichnet, die linke und rechte Rheinstrecke.
Die räumliche Ausdehnung der damit jeweils bezeichneten Region variiert. Die Bezeichnung wird meist nur für Gebiete in Nordrhein-Westfalen verwendet, relativ selten und in maximaler Ausdehnung jedoch auch für eine Region von Basel bis Rotterdam. Der Landesentwicklungsplan des Landes Nordrhein-Westfalen des Jahres 1970 bezeichnete ein Gebiet zwischen Bonn und Duisburg als „Region Rheinschiene“. In einer anderen Veröffentlichung werden die kreisfreien Städte Bonn, Duisburg, Düsseldorf, Köln, Krefeld, Leverkusen und Mülheim an der Ruhr sowie die Kreise Mettmann, Neuss, Rhein-Erft und Rhein-Sieg zugeordnet. In diesen Grenzen betrug die Einwohnerzahl im Jahr 1994 etwa 4,87 Millionen Einwohner, was einer Bevölkerungsdichte von 1662 Einwohnern je Quadratkilometer entsprach. Die Kulturregion Rheinschiene als eine von zehn Kulturregionen des Landes Nordrhein-Westfalen beinhaltet die kreisfreien Städte Köln, Düsseldorf, Bonn und Leverkusen sowie den Rhein-Sieg-Kreis und den Rhein-Erft-Kreis. Überschneidungen bestehen mit der Region Köln/Bonn.
Dieser Bereich der Rheinschiene bildet zusammen mit dem Ruhrgebiet die Metropolregion Rhein-Ruhr, die ihrerseits als ein Teil der Megalopolis namens Blaue Banane betrachtet werden kann.